# シンビオン
シンビオン属 (Symbion) は、アカザエビ類に付着して生活する小型の無脊椎動物である。近縁の種がいないため、有輪動物門という新しい門を与えられた。有輪動物門に含まれるのはこの1属のみである。
シンビオン属ではじめて記載されたのはS. pandora（パンドラムシ）である。この種は1995年にReinhardt KristensenとPeter Funchによって、ノルウェー近海の大西洋に生息するアカザエビ科の一種ヨーロッパアカザエビの口器から発見された。シンビオンという名前は、エビに片利共生しているところから、共生を意味する英単語 symbiosis に因んで命名された。種小名 pandora はパンドラの箱に由来する。これは、固着世代の体内に、出芽しようとする固着世代や遊泳世代、さらにその遊泳世代の体内に含まれた固着世代が存在する様を"何が入っているか分からない"パンドラの箱に見立てたものである。
その後、アメリカウミザリガニからS. americanusが発見されたほか、ヨーロッパウミザリガニからも1種が見つかっているが、これはまだ命名されていない。
系統学的な位置ははっきりと分かっていない。当初は構造的な類似性から外肛動物や内肛動物に近いとされたが、現在では遺伝学的な解析によって、担顎動物により近いと考えられている。

## 形態的な特徴
S. pandoraは左右相称であり、その体は袋状で体腔を持たない。丸い胴体と固着するための柄を備え、胴体の前端には繊毛冠がある。全体の感じはワムシ類にも似ている。細部については生活環の各段階で異なるので、下記の生殖の項を参照されたい。

## 生殖
以下のような世代交代を行う生活史を持ち、有性生殖と出芽による無性生殖の両方を行う。
- 無性世代
  - 固着性無性世代 - 長さは347μm、太さは113μmである。尾部には付着盤で、宿主に固着している。頭部には繊毛を持つ漏斗状の口と肛門を持ち、濾過食性である。
  - 遊泳性無性世代 - パンドラ幼生と呼ばれる。固着性無性世代から放出されて遊泳するが、遊泳期間は短く、同じ宿主個体に固着し、固着性無性世代に変態する。
- 有性世代
  - 雄 - 長さ84μm、太さ42μmとなる。口も肛門も持たず、消化系もない。1対の陰茎を持つ。固着無性世代から放出されて遊泳し、他の固着性無性世代個体に付着して、その中にいる雌と交尾する。
  - 雌 - 大きさは雄と変わらない。雌は固着性無性世代の体内で成長し、外から来た雄と交尾したのち体外に出て、同じ宿主個体に付着する。それから変態して脊索幼生となり、長い遊泳期間を経て他の宿主個体に固着し、固着性無性世代となる。